# Jörg Dallmann
Jörg Dallmann (* 10. August 1979 in Erfurt) ist ein ehemaliger deutscher Eisschnellläufer.
Jörg Dallmann vom Eissportclub Erfurt erreichte bei den Juniorenweltmeisterschaften 1999 in Geithus den 5. Platz im Mehrkampf. Im Weltcup debütierte er im Dezember 2000, konnte bis heute jedoch keine herausragenden Ergebnisse auf Einzelstrecken verzeichnen (2 × Platz 11 über 1500 Meter). Im Team konnte er dreimal unter die ersten Drei laufen. Bei den Olympischen Winterspielen 2006 in Turin wurde er über 1500 Meter (37.) und im Team (7.) eingesetzt. Bisher konnte sich Dallmann international nicht durchsetzen. Lediglich bei den Einzelstrecken-Weltmeisterschaften in Nagano erreichte im Teamwettbewerb den dritten Platz.
Zweimal wurde Dallmann Deutscher Meister (2002 über 500 Meter, 2004 über 1500 Meter), dreimal Vizemeister und vier Mal Dritter. Trainiert wurde er von Stephan Gneupel, bis zur Strukturreform der DESG 2006. Seitdem war das Trainerteam um Bart Schouten für seine Entwicklung verantwortlich. Sein Trainingschwerpunkt befand sich nun in Berlin.

## Eisschnelllauf-Weltcup-Platzierungen
| Platzierung | 100 m | 500 m | 1000 m | 1500 m | 3000 m | 5000 m | 10.000 m | Team |
| ----------- | ----- | ----- | ------ | ------ | ------ | ------ | -------- | ---- |
| 1. Platz    |       |       |        |        |        |        |          |      |
| 2. Platz    |       |       |        |        |        |        |          | 1    |
| 3. Platz    |       |       |        |        |        |        |          |      |
| Top 10      |       |       |        |        |        |        |          | 6    |